# Radéczy István

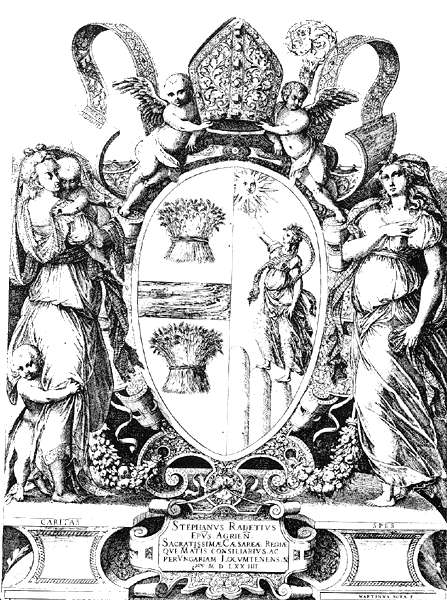
Radéczy István egri püspök címere, 1574

Radéczy (Radbezy, Rádeczy, Radetius) István (fl. 1555–†1586. február 4.), 1568-tól a Magyar Kamara elnöke, 1572-től egri püspök, 1573-tól királyi helytartó.

## Élete
A családja eredete a jelenlegi feltárt források alapján ismeretlen. Unokahúga Radéczy Ilona, akinek az első férje nemes Pesthy János, majd a második férje csömötei Chemethey István (fl. 1570–1607), Vas vármegye alispánja, követe, földbirtokos volt.
Pappá szentelése után nyitrai kanonok és szalkai apát, majd 1555-től esztergomi kanonok. 1559-ben I. Ferdinánd magyar király a török elleni segítség ügyében a pápához küldte Romába követként és a szkalkai apátságot adományozta neki. Ugyanebben az időben pártfogója, Oláh Miklós érsek esztergomi kanonokká, utóbb a káptalan nagyprépostjává nevezte ki. 1567-től 1572-ig a király által kinevezett váradi püspök és királyi tanácsos volt. Püspöki székhelyét azonban nem foglalhatta el és ezért 1568-ban megkapta a pozsonyi prépostság javadalmait. Ettől fogva haláláig a magyar kamara elnökségét is betöltötte. 1572 júliusától egri püspök volt, majd 1573 szeptemberétől Verancsics Antal érseket követte a királyi helytartói hivatalban.

## További irodalom
- Kárpáthy-Kravjánszky Mór: Rudolf uralkodásának első tíz éve (Bp., 1933)
- Ember Győző: Az újkori magyar közigazgatás története (Budapest, 1946)
- Csehy Zoltán: Radéczy István, a költő. Irodalomtörténeti Közlemények, 115. (2011.) 2. szám, 217–224.
- Barlay Ödön Szabolcs: Radéczy püspök híres hársfája. Egy négyszáz évvel ezelőtti irodalmi kör. Vigília, 1976. év, 41. évfolyam, 11. szám, 744–748. o.